# Palazzo Maria
Il Palazzo Maria è un palazzo di Cefalù.

## Descrizione
Il palazzo, di origini duecentesche, che sicuramente doveva essere la sede dell'antico Palazzo Comunale, subì diverse modifiche nel corso del tempo. Passò in proprietà della famiglia Maria, dei baroni di Alburquia, che si era stabilita a Cefalù intorno al 1599. Nei primi anni dell'Ottocento fu soprelevato di un piano. Fu in seguito adibito a convitto maschile ed oggi è utilizzato come abitazioni private.
La facciata presentava in origine il piano nobile articolato dalla scansione delle bifore e il piano terra con la trasformazione a botteghe attuata nel Cinquecento. L'origine medievale è attestata dall'elegante portale ogivale in conci squadrati e cordoli concentrici sorretti da due leoni. Su un prospetto laterale si apre una finestra ogivale, con ghiera decorata a fogliame con una resa che richiama le decorazioni catalane; la finestra è inserita in un grande arco in conci di tufo squadrati, solo in parte leggibile, sopra la cui chiave di volta si trova a coronamento un fregio a fogliame sovrapposto, di forte vibrazione plastica.